# Jean-Pierre Perdieu
Jean-Pierre Perdieu (Moeskroen, 31 december 1944) was een Belgisch volksvertegenwoordiger.

## Levensloop
Perdieu doorliep de humaniora aan het atheneum van Moeskroen. Hij werd bediende bij de RTT en doorliep er een carrière.
In oktober 1976 werd hij verkozen tot gemeenteraadslid van Moeskroen. Hij werd er schepen van onderwijs, 1977 tot 1982. Van 1983 tot 1994 leidde hij de socialistische oppositie en bewerkstelligde mee een coalitie met de PSC van burgemeester Jean-Pierre Detremmerie. Hij bleef voor en na de coalitiewissel voorzitter van de Intercommunale d'Étude et de Gestion.
In april 1977 werd hij verkozen tot PSB- en later PS-volksvertegenwoordiger voor het arrondissement Doornik-Aat-Moeskroen, een mandaat dat hij vervulde tot in 1995. Zo zetelde hij ook in de Cultuurraad voor de Franse Cultuurgemeenschap en opvolger de Raad van de Franse Gemeenschap. Vanaf 1980 was hij vanuit zijn parlementair mandaat tevens lid van de Waalse Gewestraad.
In 1995 stelde hij zich kandidaat voor het Waals Parlement, waar hij in verkozen werd en zetelde tot in 2004. Ook van daaruit zetelde hij in het Parlement van de Franse Gemeenschap, waar hij van 1995 tot 1999 ondervoorzitter was.
Bij de gemeenteverkiezingen van 2006 had hij verhoopt te kunnen burgemeester worden, maar dit lukte niet. Hij werd niettemin eerste schepen. In 2010 werden hem onregelmatigheden verweten in de boekhouding van een technische school en hij werd genoodzaakt ontslag te nemen. In 2012 verliet hij ook de gemeenteraad van Moeskroen.